# Konak de Brena Mihajlović à Mali Borak
Le konak de Brena Mihajlović à Mali Borak (en serbe cyrillique : Конак Брене Михајловић ; en serbe latin : Konak Brene Mihajlović) se trouve à Mali Borak, dans la municipalité de Lajkovac et dans le district de Kolubara en Serbie. Il est inscrit sur la liste des monuments culturels protégés de la république de Serbie (identifiant no SK 1669),,.

## Présentation

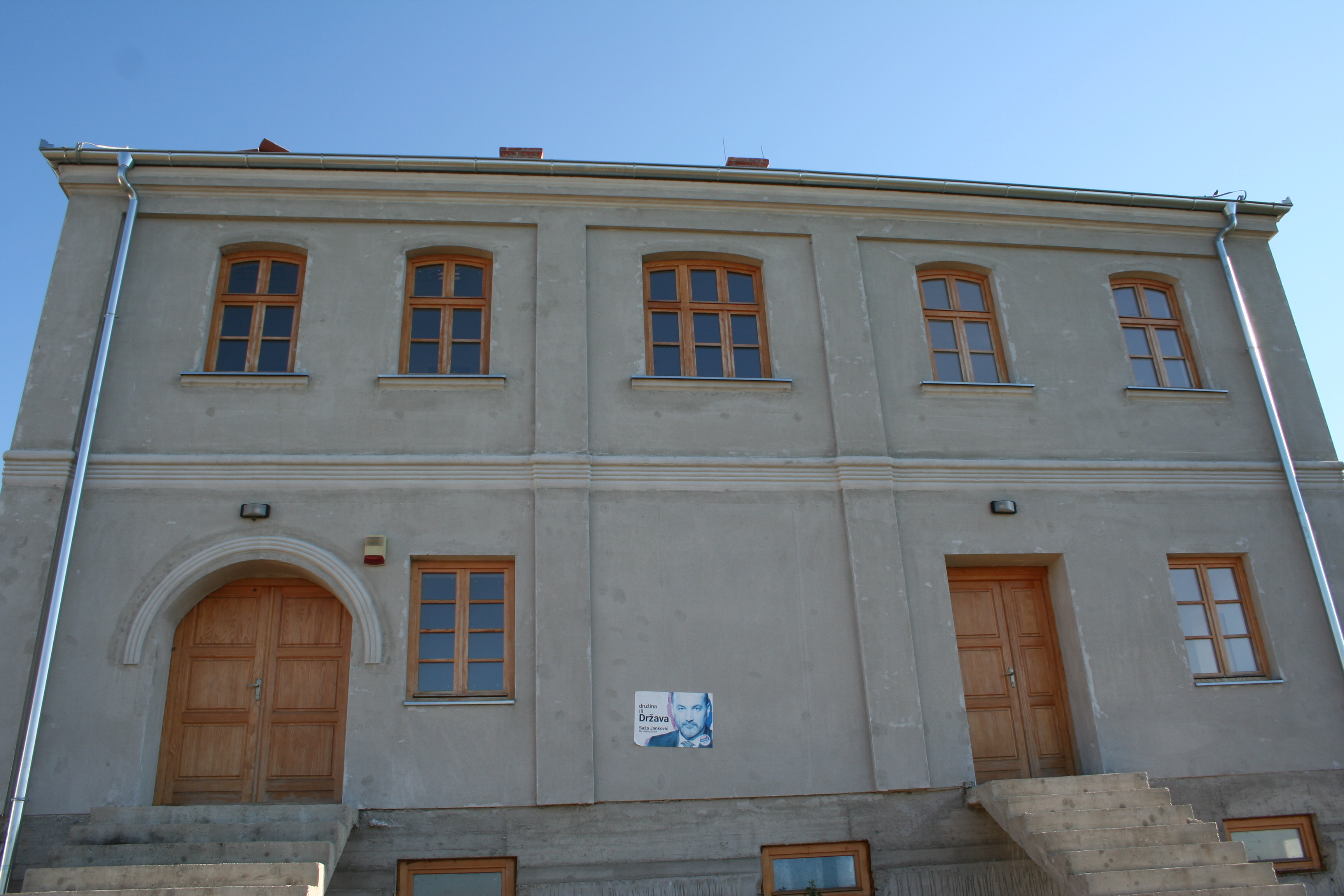
Autre vue de la façade.

Le konak est constitué d'un rez-de-chaussée et d'un étage ; il a été construit en briques avant 1887. Il a été conçu pour y organiser des fêtes et d'autres réceptions et y accueillir des hôtes.
Construit sur un plan rectangulaire, il se caractérise par la symétrie voulue entre les niveaux. Au rez-de-chaussée, se trouvent des espaces fonctionnels séparés, dont une salle à manger ; un escalier conduit à l'étage qui dispose de quatre pièces. Les planchers et les plafonds sont en bois.
La façade, enduite de mortier de chaux, est horizontalement rythmée par des cordons et, verticalement, par des pilastres. Le toit à quatre pans est recouvert de tuiles.
Par son apparence et sa construction, le konak est caractéristique d'une maison de ville ; il témoigne ainsi d'une évolution de l'architecture résidentielle rurale dans la région de la Tamnava à la fin du XIXe siècle.

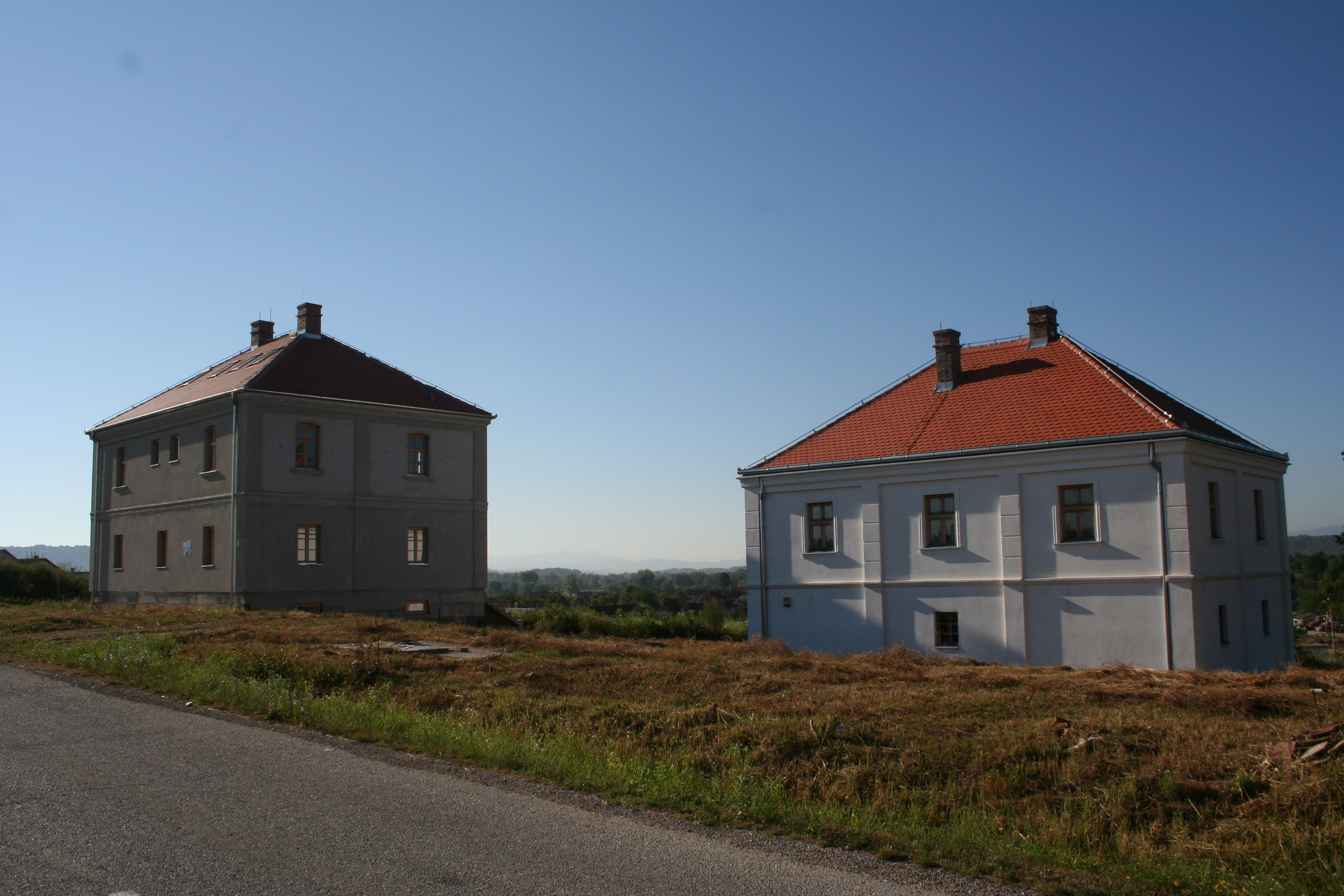
Le konak de Brena Mihajlović (à gauche) et le konak Radić (à droite) à Mali Borak